# 寒河江市立南部小学校
寒河江市立南部小学校（さがえしりつ なんぶしょうがっこう）は、山形県寒河江市にある公立小学校。

## 沿革
出典
- 1874年（明治7年） - 高屋学校（光明寺）、島学校（泉蓮寺）が設立。
- 1878年（明治11年） - 両校合併、2年ごとに移転し、旭進学校と称する。
- 1884年（明治17年） - 高嶋学校新築落成。9月19日を創立の日と定めた。
- 1910年（明治43年） - 寒河江市大字島225番地に校舎新築。この時点での寒河江南部尋常小学校5学級。
- 1922年（大正11年）4月17日 - 校章制定[2]。
- 1924年（大正13年） - 創立50周年記念式挙行。
- 1939年（昭和14年） - 東校舎4教室増築。
- 1941年（昭和16年） - 国民学校令により、寒河江南部国民学校と改称。同年、高等科設置。
- 1947年（昭和22年） - 学制改革（六三制実施）により、寒河江町立南部小学校と改称。寒河江中学校南部分校併設。
- 1948年（昭和23年） - 寒河江中学校南部分校廃止。給食調理室増築。
- 1949年（昭和24年） - 体操場増築。校地拡張。
- 1952年（昭和27年） - 校舎増改築。落成記念相撲大会開催。
- 1954年（昭和29年）8月1日 - 寒河江町の市制施行により、寒河江市立南部小学校と改称。
- 1956年（昭和31年） - 給食調理室新設。南部幼稚園併設。
- 1957年（昭和32年） - 完全給食A型実施。
- 1958年（昭和33年） - 図書室と音楽室増築。
- 1961年（昭和36年） - 東校地拡張。
- 1964年（昭和39年） - 東便所建築。創立80周年記念式典挙行。
- 1965年（昭和40年） - 南側校地拡張。
- 1966年（昭和41年） - 炭小屋建築。
- 1967年（昭和42年） - 浄化装置付ビニール張簡易プールが完成（10m×25m）。特殊学級設置。
- 1968年（昭和43年） - 保健室拡張。ブロック塀完成。
- 1970年（昭和45年） - 体育館完成（足洗い場・水飲み場・昇降口）。
- 1971年（昭和46年） - 西側非常階段設置。
- 1974年（昭和49年） - 創立90周年記念式典挙行。
- 1975年（昭和50年） - 放送器具の設備更新。職員室天井張替え。
- 1976年（昭和51年） - 東側校舎増築。学校建設促進委員会発足。
- 1979年（昭和54年） - プレハブ校舎2教室増築 。海洋訓練、スキー教室開設。国旗掲揚塔、職員室及び保健室床張替え及び調理室外整備。
- 1980年（昭和55年） - 南部小建設委員会発足。
- 1982年（昭和57年） - 新校舎建設用地決定。
- 1983年（昭和58年） - 新校舎起工式・上棟式挙行。新築及び創立百周年記念事業協賛会の発足。
- 1984年（昭和59年） - 新校舎移転作業実施。校舎落成式挙行し、祝賀会開催。
- 1987年（昭和62年） - グランド周囲フェンス工事。
- 1988年（昭和63年） - 1階屋上人工芝工事とグランドフェンス延長工事実施。
- 1989年（平成元年） - 環境緑化植樹。
- 1990年（平成2年） - 中庭暗渠工事実施。環境緑化植樹。記念誌発刊。協賛会解散。
- 1993年（平成5年） - 南校舎前通路舗装完成。PTA規約改正専門部発足。
- 2000年（平成12年） - 体育館床塗装工事。篤志寄付により相撲大会用幟・幕等を購入。
- 2002年（平成14年） - 情緒障害学級「みなみ」新設。
- 2003年（平成15年） - 学校前あいさつ道路東側農地を地権者より借用し、学童農園として認可。
- 2004年（平成16年） - 創立120周年。
- 2005年（平成17年） - 学校ビオトープの造成に着手し、完成。

## 所在地
- 山形県寒河江市大字高屋字北江11番地

## 学区
高屋1、高屋2の1、高屋2の2、高屋3、高屋4、西浦1、西浦2、島1、島2、泉町、南新町、島5、曙町、寿町、皿沼1、皿沼2、皿沼3

## 児童数
| 年度 | 男子 | 女子 | 計  |
| ---- | ---- | ---- | --- |
| 2009 | 183  | 171  | 354 |
| 2008 | 195  | 166  | 361 |
| 2007 | 192  | 167  | 359 |
| 2006 | 178  | 169  | 347 |
| 2005 | 169  | 171  | 340 |
| 2004 | 174  | 177  | 351 |
| 2003 | 183  | 175  | 358 |
| 2002 | 163  | 179  | 342 |

## 卒業後の進路
- 寒河江市立陵南中学校に進学する[3]。